# Папа Лав III
Папа Лав III (лат. Leo Tertius; Рим, 750 — 12. јун 816) био је 96. папа од 26. децембра 795. до 12. јуна 816. На Божић, 25. децембра 800. године, крунисао је франачког краља Карла Великог за цара.